# Eidy
Eidy（エイディー）は、ボーカル・ピアノ担当のZushi（図司純子）とギター担当のKoko（河嶋晃一）の2人による日本の音楽ユニットである。アコースティック・ギターとピアノを軸にした瑞々しいEDMサウンドが魅力。
デビュー当初、monica♪名で活動をしていたが、2014年6月にEidyに改名。「ダイアモンドになればいい」をスローガンとし、その英訳「Everlasting ideal diamonds for you」の頭文字をとってEidyの由来としている。その後「Eternal ideal diamonds for you」の頭文字をとってEidyとしている。

## メンバー
Jun・・・図司純子（ずし じゅんこ）
ボーカル、ピアノ担当。身長164cm 血液型AB型。
5歳からピアノを始める。  ミュージカル音楽やポップスに興味を持ち、中学校・高校では吹奏楽部に所属。大学在学中からボイストレーニングの為、レストラン等でアルバイトをしながら大阪の音楽教室に通い始める。
Koko・・・河嶋晃一（かわしま こういち）
ギター担当。身長175cm 血液型B型。
小学6年生時に幼馴染の兄がギターを弾いていたことに憧れ自身もギターを始める。中学校に入り一旦ギターを止めたが高校2年生の時に押尾コータローを聴き器楽曲の世界に没頭する。その後、海外のギタリストのジャスティン・キング、ペッテリ・サリオラ等に影響を受け様々なギタリストのプレイを吸収し独自のスタイルを生み出す。常にギターに没頭していた為、友達が遊びに来ても延々とギターを練習していた。 何にもとらわれない発想を武器にしたギター演奏が特徴。響きを重視した独自のチューニングや奏法を用いる。

## 経歴
図司が20歳の時、同じ音楽教室に通っていた河嶋の出演したビルボードライブ大阪でのライブ演奏を観てギターとしてバンドに誘い、2008年7月1日に前身となる4人組【monica♪】を結成。当時図司はコーラス&キーボードとして活動。半年後にメインボーカルとパーカッションが抜け、2009年2月1日に図司と河嶋の2人で再始動し、現在の音楽スタイルへと変わる。
2008年オリジナル曲『Lullaby』でヤマハThe 2nd Music Revolution JAPAN FINAL出場。第7回ザ・ミュージシャングランプリOSAKA準優勝。
2010年9月22日、エフエム大阪と吉本興業の共同オーディション「キンキミュージックチャンピオン!」で初代グランドチャンピオンに輝き、FM大阪「あつまれMUSIC COASTAR」のレギュラー出演を果たす。
2011年に初シングル『本の虫』を自主制作発売。同年、約2カ月に1回のペースでワンマンライブを大阪で開催。
2012年にシングル『好きになる』を自主制作で発売。C/W曲「地平線は雨」は関西テレビ『雨上がり食楽部』のエンディングテーマとして放送された。同年12月31日から、年越しライブとして大阪府岸和田市にある正覚寺にて毎年ワンマンライブを行っている。
2014年1月には日本赤十字社献血応援イメージソング「Chain Smile」を制作。同年2月には御堂筋献血ルームCROSS CAFÉにてエフエム大阪公開収録&ミニライブを開催｡4月に大阪を離れ、同年6月1日にバンド名をEidyに改名し、東京で活動を開始｡
2016年7月10日、テレビアニメ『マクロスΔ』後期OPテーマ『絶対零度Θノヴァティック』の作詞・作曲を担当。
2017年7月6日、渋谷DESEO mini with VILLAGE VANGUARDにてEidyとして初のワンマンライブ「BLUE LAGOON PLANET」を開催。同年11月4日にも同ライブ会場にてワンマンライブ開催。12月ゲームアプリ『メギド72』オープニング作詞・作曲。
2019年6月より東京アイドル劇場にてライブを行う期間限定女子ユニット企画「INDIVIDUAL PLATE」のチームスタッフとして参加

## ディスコグラフィ
詳細は公式サイトを参照。

### ミュージックビデオ（Eidy名）
| 監督・制作 | 曲名 |
| 岡嵜帆乃香 | 「3:12」「Cloud9」 「RUMB」                                                                                                 |
| 稲松悠太   | 「ダイアモンドになればいい」                                                                                                |
| 不明       | 「ウェイトレス」「LOOKOUT 」「You don't 」「プロファイル 」 「Feel like kissing 」「キミ、タブン、ボク 」「東京に行きたい」 |

## 主なライブ
- 2012年12月31日 - 大阪府岸和田市正覺寺年越しワンマンライブ
- 2012年08月20日 - LiveEnter Vo.2@UMEDA AKASO オープニングアクト
- 2012年08月31日 - あつまれMUSIC COASTER LIVE!!夏祭り～SCANDAL オープニングアクト
- 2014年08月09日 - テレビ朝日六本木ヒルズ夏祭りSUMMER STATIONアリーナライブ
- 2014年08月22日 - CCO presents-2style
- 2014年11月16日 - DJ Nobby's OSAKA LIVE!
- 2014年11月22日 - Brand-new Blood @CROSS CAFE3周年記念イブスペシャル
- 2017年02月23日 - 第4回天窓アワード ピアノ部門賞[8]
- 2017年05月14日 - ヴィレッジヴァンガード高円寺店　インストアライブ
- 2017年07月06日 - 渋谷DESEOmini with VILLAGE VANGUARD 【BLUE LAGOON PLANET】（Eidyとしての初ワンマンライブ）
- 2017年11月04日 - 渋谷DESEOmini with VILLAGE VANGUARD 【ダイアモンドになればいい!】
- 2018年04月16日 - 渋谷DESEOmini with VILLAGE VANGUARD 【Eidy with U東京編3マン】
- 2018年09月06日 - 下北沢MOSAiC 【ダイアモンドになればいい! Vol.2】